# Georg Brunner
Georg Brunner (Lipsia, 15 dicembre 1897 – 16 novembre 1959) è stato un hockeista su prato tedesco.

## Palmarès

### Olimpiadi
- 1 medaglia:
  - 1 bronzo (Amsterdam 1928)